# Nadine Seiffert
Nadine Seiffert (n. 14 iunie 1977, Berlin) este o actriță germană de teatru și film.

## Date biografice
Nadine Seiffert a fost descoperită ca talent la vârsta de 14 ani, când a început să joace rolul ficei comisarului în serialul Wolffs Revier. Ea a fost aleasă pentru acest rol din ca. 200 de candidate. Serialul a fost distins în anul 1993 cu premiul Adolf-Grimme. În 1995 joacă rolul Beatricei alături de Michaela May. Pe lângă actorie ea promovează bacalaureatul și începe studiul sociologiei și comunicației la universitatea de arte din Berlin. În vara anului 2003 poate fi văzută în piesa de teatru "Blick zurück im Zorn" de John Osborne. Între anii 2005 - 2005 joacă în diferite piese de teatru în Düsseldorf. În mai 2006 joacă în ultimul episod al serialului Wolffs Revier.

## Filmografie
- 1992–2006: Wolffs Revier
- 1995: Wozu denn Eltern 1+2
- 1996: Faust
- 1996: Ein Fall für Zwei
- Praxis Bülowbogen
- Küstenwache
- Neues vom Bülowbogen
- Polizeiruf 110 [episodul: Böse Wetter]
- Im Namen des Gesetzes [episodul: Mörderhand]
- In aller Freundschaft